# Linne

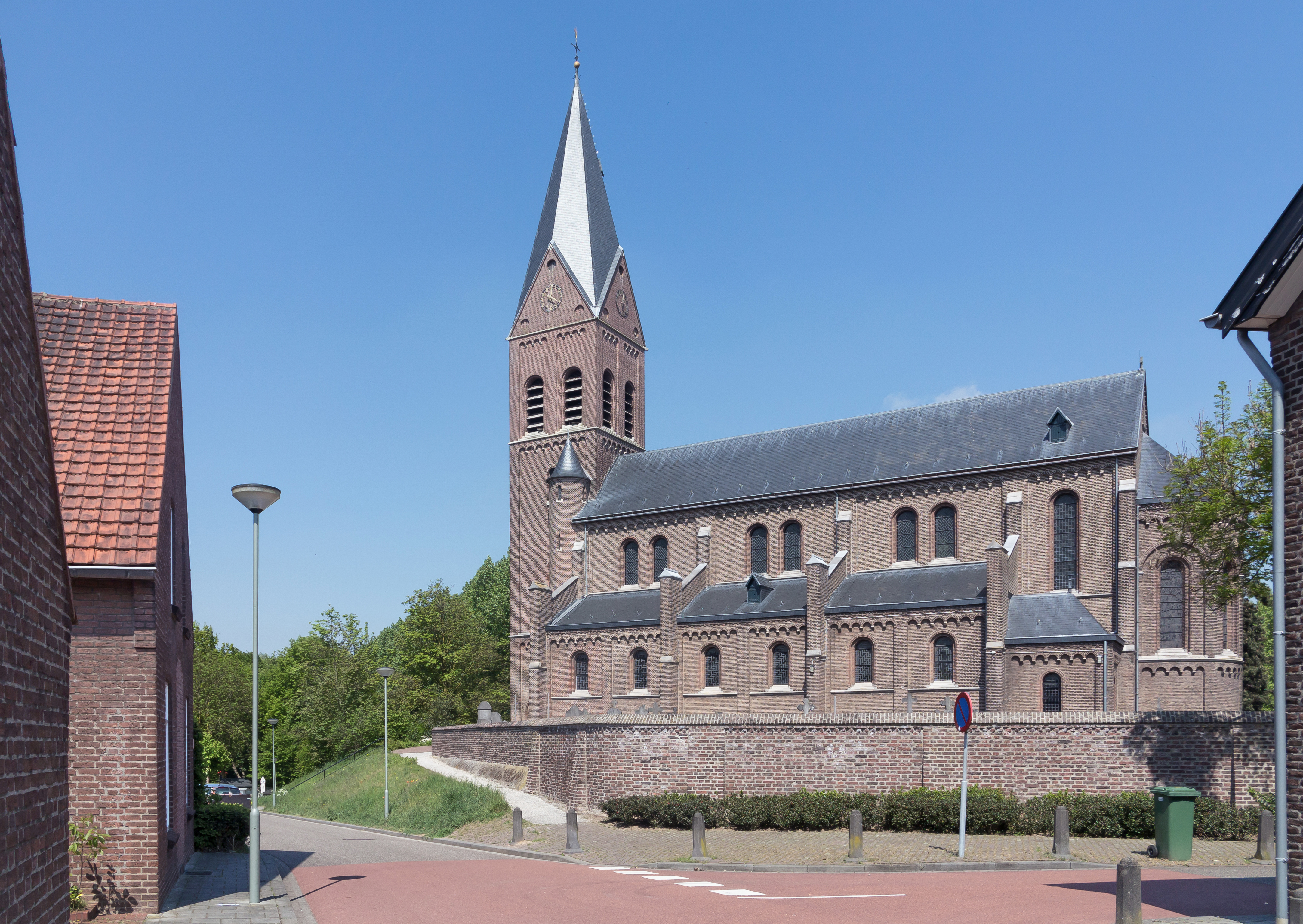
De Sint-Martinuskerk

Linne (Limburgs: Lin) is een kerkdorp in de gemeente Maasgouw, in de Nederlandse provincie Limburg. Het is gelegen gelegen ten zuidwesten van Roermond in Midden-Limburg. In 2023 telde Linne 3.825 inwoners.

## Natuur en landschap
Linne ligt op het middenterras van de Maas, op de grens van het laagterras, op een hoogte van ruim 27 meter. Daarom is Linne gevrijwaard van overstromingen. In het noorden vindt men de Lus van Linne, in het noordwesten de Linnerweerd, waar de Vlootbeek in de Maas mondt. in het westen de Clauscentrale, in het noordoosten het chemiebedrijf van Nepakris / Solvay.
Naar het zuidoosten wordt de kom van Linne begrensd door de provinciale weg 271 (N271), de spoorlijn en autosnelweg A73. Ten zuidoosten daarvan ligt een landbouwgebied met daarbinnen het natuurgebied Linnerheide.

## Naam
De naam Linne is waarschijnlijk afkomstig van het Germaanse Linni (Linde) of Lin (Ahorn). Dit zou worden bevestigd door het feit dat Linne in de Middeleeuwen op verschillende kaarten voorkomt als Linlo waarbij het achtervoegsel lo bos betekent.
Een andere verklaring kan zijn dat de naam afkomstig is van het Germaanse hlinde dat heuvelhelling betekent of van het Keltische lindo dat water betekent. In dit laatste geval zou Linne dus een nederzetting aan het water zijn.

## Geschiedenis
Linne werd voor het eerst genoemd in een oorkonde van 24 juni 943. Maar uit opgravingen (in Linne zijn bronzen, antieke voorwerpen gevonden uit 500-15 voor Christus) kan worden opgemaakt dat er in de Romeinse tijd al mensen woonden. Bovendien blijkt uit oppervlaktevondsten dat er in de oude steentijd ook al mensen hebben verbleven.
Mogelijk wilde men hier in de 13e eeuw een stad stichten, wat het betrekkelijk regelmatige stratenpatroon zou verklaren.
Het dorp hoorde bij het Ambt Montfort dat deel uitmaakte van het Overkwartier of Spaans Opper-Gelre. Vanaf 1713 kwam het samen met enkele ander gemeenten als Staats-Opper-Gelre aan de Verenigde Provinciën.
In de 19e eeuw werd de Rijksweg en iets later (1865) de spoorlijn langs Linne aangelegd. In 1922 kwam bovendien de tramlijn Roermond - Sittard gereed en bij de Marktstraat kwam een tramhalte met wisselplaats. Hier stopten vijf trams in beide richtingen per dag en een rit naar station Roermond duurde negentien minuten. De lijn liep door de Veestraat, Nieuwe Markt, Tramweg en Maasbrachterweg. In 1937 werd de tramlijn opgebroken en nam busvervoer het reizigersverkeer over. De naam van café De Tramhalte herinnert nog aan deze geschiedenis.
Het gebied tussen de dorpskern en de spoorlijn werd na de Tweede Wereldoorlog volgebouwd.
Van 1991 tot 2007 maakte Linne deel uit van de voormalige gemeente Maasbracht. Daarvoor was het zelfstandig. Tegenwoordig maakt Linne deel uit van de gemeente Maasgouw.

## Bezienswaardigheden
- De Linnerweerd, ten noordwesten van Linne, met Kasteel Heysterum en Kasteel Ravensberg en hun landgoederen.
- De Sint-Martinuskerk
- Mariakapel, aan de Nieuwe Markt, herbouw in 2009 van een kapel uit 1949, bakstenen betreedbare kapel met sierlijke voorgevel en enkele gebrandschilderde ramen
- Mariakapel in de tuin van Breeweg 31, een open kapel van 1949, die een oudere -maar verwoeste- kapel verving. Gerestaureerd in 1987. Bevat een nis met Mariabeeld.
- Mariakapel aan de Maasbrachterweg
- Piëtakapel in buurtschap Weerd
- Kasteel Heysterum in buurtschap Weerd
- Voormalig Klooster van de Franse (missie-) Zusters van Aanbidding van de Gerechtigheid Gods, aan Kloosterstraat 8-10. Het klooster werd gebouwd in 1910, en later werd een school bijgebouwd. In 1977 vertrokken de zusters. Het schoolgebouw is later afgebroken en in het voormalig kloosterhuis zijn nu 2 woonhuizen.
- De Linnermolen was een watermolen op de Vlootbeek, welke echter in 1882 werd gesloopt
- De Linnermolen was een windmolen waarvan de romp sinds 1970 een woonhuis is.

## De Maasplassen

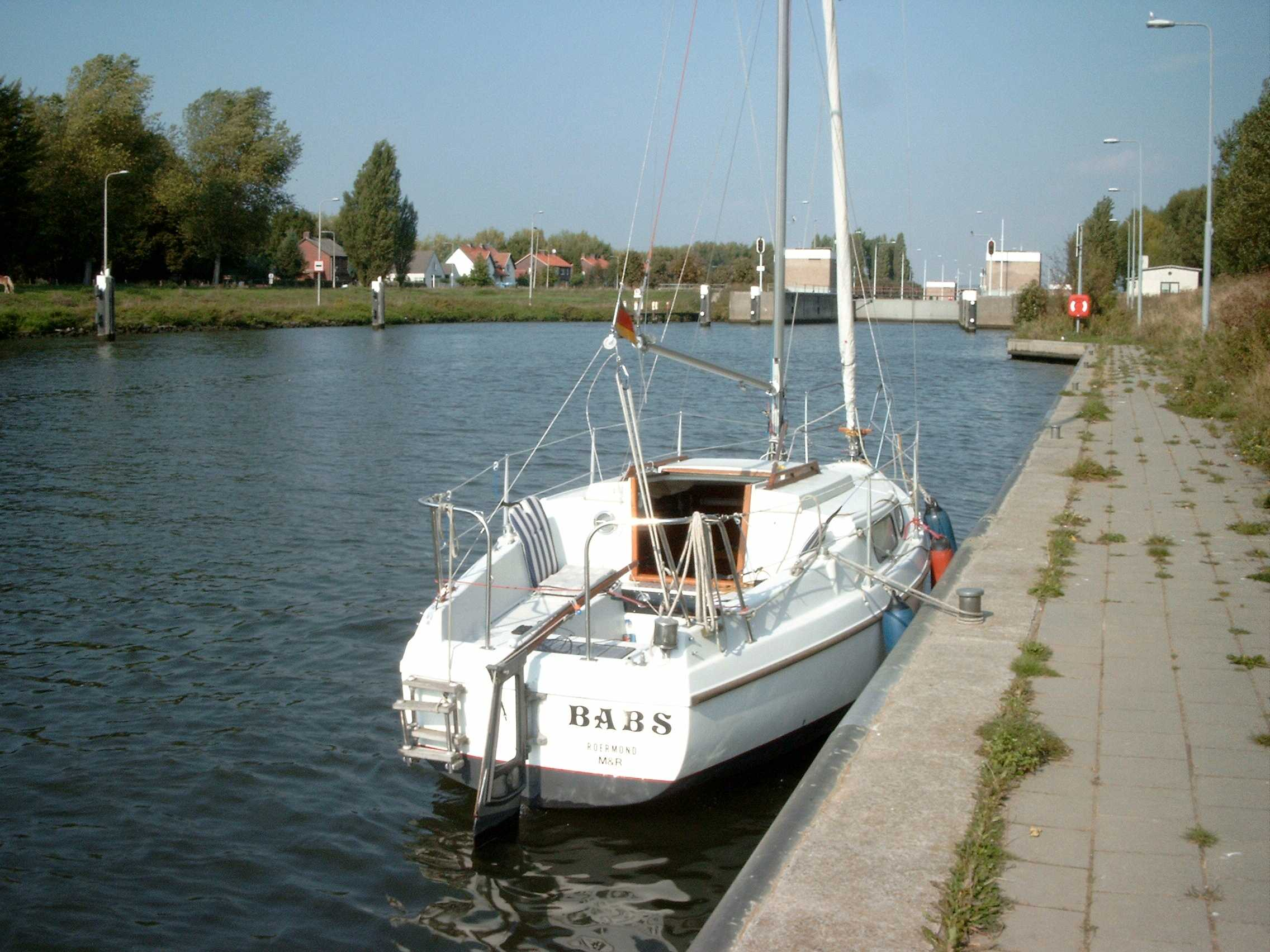
Sluis Linne aan de Maas

Door uitgebreide grind- en zandwinning veranderde het riviergebied tussen Linne en Roermond geheel van karakter. Tot 1990 exploiteerde de NS de Grinderij Linne, waar grind werd gewonnen voor het ballastbed voor spoorlijnen in geheel Nederland. Er was een apart aansluitspoor bij Linne voor de grindtreinen. Er ontstonden grote waterplassen, die thans gebruikt worden voor grootschalige waterrecreatie. Deze Maasplassen strekken zich nu uit van Maaseik (België) en Ohé en Laak tot aan Asselt. Naast jachthavens, dagstranden en campings zijn er ook natuurgebieden ingericht. Zo hoopt men te bereiken dat er een gevarieerd landschap tot ontwikkeling komt. Dicht in de buurt van Linne ligt bijvoorbeeld het natuurgebied Isabellegreend. Omdat op de voedselrijke rivieroevers bomen zo snel groeien dat binnen enkele jaren een ondoordringbaar bos zou ontstaan, heeft men ervoor gezorgd dat er grote zoogdieren grazen. Deze dieren zorgen ervoor dat er naast bos ook bloemrijke graslanden en struikgewas kan ontstaan.
Er grazen Poolse konikpaarden en Schotse Galloways. Deze dieren zijn goed opgewassen tegen de winterse omstandigheden en hebben weinig verzorging nodig. Dat is ook wel nodig want ze blijven het hele jaar in het gebied. De natuurterreinen zijn voor wandelaars van zonsopgang tot zonsondergang vrij toegankelijk.

## Verenigingen
Linne heeft een rijk verenigingsleven:
- Stichting Jeugd en Jongeren Werk Linne
- Koninklijke Harmonie Lentekrans (opgericht 1873)
- Schutterij en Drumband St. Martinus (heroprichting 1907)
- Mannenkoor St. Caecilia Linne (opgericht1921)
- Carnavalsvereniging CV de Kwekkerte (opgericht juni 1951)
- Vastelaovesvereniging De Sjtoepkloekers (opgericht in 1998)
- Toneelvereniging "Ongerein" uit Linne (opgericht in 1989)
- SmikkeLIn (eettafelproject opgericht in mei 2015)
- Stichting Linner Revue (opgericht in mei 2015)
- Stichting Stuw Linne 100 jaar (opgericht in april 2019)

Sport:
- Tot 2015 heeft RKSV Linne als omnivereniging gefungeerd met daarin enkele zelfstandig opererende afdelingen:
  - Turnen & Jazzdans, die met meer dan 250 leden de grootste vereniging vormt;
  - Badminton;
  - Volleybalvereniging VC Limax (voorheen VC Limac en VC Linne, opgericht op 12 augustus 1966). De vereniging speelde van 1980 tot 1983 in de landelijke 1e divisie (tegenwoordig: eredivisie), onder leiding van speler-coach Leo Vlot. In 2006 sluit VC Maasbracht zich aan bij de vereniging en wordt de naam gewijzigd in VC Limac. Sinds 1 september 2022 gaat de club verder onder de naam VC Limax.

In 2015 zijn de verschillende afdelingen zelfstandig geworden, met uitzondering van Turnen & Jazzdans. Op dit moment is geen sprake meer van een omnivereniging, doch enkel nog van de Turn- en Jazzdansvereniging RKSV Linne.
- Voetbalvereniging Linne, bijgenaamd “De Zebra's”. De vereniging is opgericht op 15 augustus 1910, heeft tot in 2015 gefungeerd als afdeling van RKSV Linne en behoort tot de oudste voetbalverenigingen in Nederland. Naast veldvoetbal heeft de vv Linne een zaalvoetbaltak.
- Handbalvereniging Linne; tot medio 2010 functionerend als afdeling van RKSV Linne waarna deze afdeling zich heeft afgesplitst om te fuseren met de volleybalvereniging van Maasbracht.
- Tennisvereniging TC Linne. Ook deze vereniging is tot medio 2011 een afdeling geweest van RKSV Linne.
- Hengelsportvereniging St. Petrus.
- Bridgeclub B.C. Linne.
- Dartclub Bie Viev.

## Carnaval
In 1987 won Linne het LVK (Limburgs Vastelaovesleedjes Konkoer). Dit is een wedstrijd van de beste carnavalsliedjes uit zowel Nederland als Belgisch-Limburg. Linne won het LVK met het liedje "Wiebölle", geschreven door P. Evers.
Linne heeft drie carnavalsverenigingen: De Kwekkerte (kikkers), De Kuulköp (jeugd raod) en de Sjtoepkloekers (Stoepzuipers). De Kwekkerte bestaat sinds 1952. Hun eerste prins was Wiel van Daal. De Kwekkerte is de meer originele carnavalsvereniging en de grootste van het dorp. Sinds 11 november 2011 is er een nieuwe vereniging, voor de iets oudere jeugd, genaamd De Kwaakers.
De Sjtoepkloekers zijn opgericht in 1998 door een groep vrienden.

## Nabijgelegen kernen
Merum, Heel, Beegden, Brachterbeek, Maasbracht, Wessem, Thorn, Sint Odiliënberg, Montfort, Herten, Ool
Steden en dorpen:
Beegden · Brachterbeek · Heel · Linne · Maasbracht · Ohé en Laak · Panheel · Stevensweert · Thorn · Wessem

Buurtschappen: Baarstraat · Bilt · Brandt · Eiland · Osen · Pol · Santfort (deels) · Weerd

Voormalige gemeenten: Heel · Maasbracht · Thorn

Limburg: Steden en dorpen      Nederland: Provincies · Gemeenten